# Pan Tau
Pan Tau – czechosłowacko-niemiecki serial z 1969 roku.

## Obsada
- Otto Šimánek – pan Tau
- František Filipovský – dziadek Urban
- Jiřina Bohdalová – Helene Urban

## Trivia
- W 1970 roku nieznana wówczas Ivana Marie Zelníčková (później Ivana Trump) pojawiła się w Pan Tau w sezonie 1, odcinku 3 Pan Tau na horách („Pan Tau w górach”), co było jej pierwszą rolą telewizyjną.[1][2][3]
- Otto Šimánek pojawił się ponownie jako Pan Tau w teledysku niemieckiej piosenkarki Neny z 1990 roku dla Du bist überall („Jesteś wszędzie”), pochodzącego z albumu studyjnego Wunder gescheh'n, który został nagrany w Pradze.[4]